# Bukinanyana
Bukinanyana è un comune del Burundi situato nella provincia di Cibitoke con 75.750 abitanti (censimento 2008).

## Geografia antropica

### Suddivisioni amministrative
Il comune è suddiviso in 22 colline.